# Domain hack
Domain hack (truco con un dominio) es el nombre que reciben determinados nombres de dominio por combinar partes del TLD y el SLD para componer una palabra o frase.
Algunos sitios populares con dominios de este tipo son página.de, go.to ("ir a" en inglés), del.icio.us, blo.gs, rome.ro (página de John Romero), inter.net, i.am ("yo soy" en inglés), cr.yp.to, brain.ly o clic.ly. El TLD .as de Samoa Americana se utiliza para construir el dominio de notici.as o enciclopedi.as («enciclopedias»).
Un dominio convencional respeta la estructura "ejemplo.com", donde "ejemplo" es el SLD y "com" el TLD. Un domain hack podría ser "juguet.es", donde "juguet" sería el SLD y la extensión de dominio ".es" de España el TLD. Un domain hack puede estar compuesto por algo más que un solo nombre de dominio, por ejemplo, haciendo uso de la estructura de ficheros del servidor que lo aloja. Varias estructuras creando subdominios permiten el empleo de nombres de dominio como "ju.guet.es", y "va.cacion.es" como posibles escructuras para crear domain hacks.
En este contexto, el término "hack" representa un uso no convencional de las reglas de nombres de dominio y no una alteración a su funcionamiento.